# 고바야시 유키 (1988년)
고바야시 유키(일본어: 小林 裕紀, 1988년 10월 18일 ~ )는 일본의 전 축구 선수이다.

## 구단 경력
그는 2011년부터 2022년까지 J리그의 주빌로 이와타, 알비렉스 니가타, 나고야 그램퍼스, 오이타 트리니타에서 활동하였다.